# 卡拉喬班
卡拉喬班是土耳其的城鎮，由埃爾祖魯姆省負責管轄，位於該國東部，距離首府埃爾祖魯姆182公里，面積552公里，海拔高度1,550米，2008年人口8,901。
39°21′03″N 42°06′43″E / 39.35083°N 42.11194°E